# 市丘町
市丘町（いちおかちょう）は、愛知県名古屋市瑞穂区の地名。現行行政地名は市丘町1丁目及び市丘町2丁目。住居表示未実施地域。

## 地理
名古屋市瑞穂区南部に位置する。東は田辺通、西は松園町、南は弥富通、北は山下通に接する。

## 歴史

### 町名の由来
弥富町の小字名「市ノ正（いちのしょう）」に丘陵地を表す丘の字を付したものである。由来となった字名「市ノ正」は「市之正」とも書かれた。「市ノ正」に漢字をあてると「一之庄」であるといい、中世に存在した荘園「市部庄（いちべしょう）」の遺称地とする説がある。

### 行政区画の沿革
- 1952年（昭和27年）9月1日 - 瑞穂区弥富町字東市ノ正・市ノ正・中新田・牛山・廻間・丸根の各一部により、同区市丘町として成立[1]。

## 世帯数と人口
2019年（平成31年）3月1日現在の世帯数と人口は以下の通りである。
| 町丁   | 世帯数  | 人口    |
| ------ | ------- | ------- |
| 市丘町 | 732世帯 | 1,788人 |

### 人口の変遷
国勢調査による人口の推移
| 1955年（昭和30年） | 493人   | [ 10 ] |  |
| 1960年（昭和35年） | 919人   | [ 11 ] |  |
| 1965年（昭和40年） | 1,232人 | [ 11 ] |  |
| 1970年（昭和45年） | 1,345人 | [ 12 ] |  |
| 1975年（昭和50年） | 1,347人 | [ 12 ] |  |
| 1980年（昭和55年） | 1,300人 | [ 13 ] |  |
| 1985年（昭和60年） | 1,304人 | [ 13 ] |  |
| 1990年（平成2年）  | 1,546人 | [ 14 ] |  |
| 1995年（平成7年）  | 1,429人 | [ 15 ] |  |
| 2000年（平成12年） | 1,597人 | [ 16 ] |  |
| 2005年（平成17年） | 1,470人 | [ 17 ] |  |
| 2010年（平成22年） | 1,563人 | [ 18 ] |  |

## 学区
市立小・中学校に通う場合、学校等は以下の通りとなる。また、公立高等学校に通う場合の学区は以下の通りとなる。
| 番・番地等 | 小学校               | 中学校               | 高等学校 |
| ---------- | -------------------- | -------------------- | -------- |
| 全域       | 名古屋市立弥富小学校 | 名古屋市立萩山中学校 | 尾張学区 |

## 施設
- 名古屋市立萩山中学校[8]
- 本門仏立宗仏立寺[7]

## 史蹟
- 市丘町一丁目遺跡（弥生時代後期）[8]

## その他

### 日本郵便
- 郵便番号 : 467-0063[4]（集配局：瑞穂郵便局[21]）。